# Liste der kaiserlichen Generale der Frühen Neuzeit/W
Legende: * geboren | ~ getauft | † gestorben | ⚔ gefallen | Zu den Rangbezeichnungen siehe auch Generalsränge auf der Startseite.
- Otto Ludwig von Wachenheim

† 24. Januar 1660. Laufbahn: um 1644 Generalfeldwachtmeister
- Karl Franz Freiherr von Wachtendonk

* 1695; † 16. August 1741. Laufbahn: 2. Januar 1734 Generalfeldwachtmeister, 30. März 1735 Feldmarschallleutnant, 22. November 1740 Feldzeugmeister
- Bertram Anton Freiherr von Wachtendonk

† 11. März 1720. Laufbahn: 22. Mai 1708 mit Rang vom 18. Mai 1708 Generalfeldwachtmeister, 27. Mai 1716 Feldmarschalleutnant
- Anton Wachter von Wachtenburg

* ?; † ?. Laufbahn: 25. April 1775 mit Rang vom 9. Mai 1771 Generalmajor
- Joseph Wachter von Wachtenburg

† 11. Juli 1821. Laufbahn: 25. Februar 1809 Generalmajor, 5. Januar 1820 Feldmarschalleutnant
- Johann Peter Theodor Freiherr von Wacquant-Geozelles

* 17. Mai 1754; † 18. März 1844. Laufbahn: 2. April 1807 mit Rang vom 10. Juni 1805 Generalmajor, 25. August 1809 Feldmarschalleutnant, 8. März 1835 Feldzeugmeister, 11. März 1839 im Ruhestand
- Joseph Peter Graf von Waderborn of Dundy

† 1731. Laufbahn: 18. Oktober 1723 Generalfeldwachtmeister
- Johann Georg Christoph Anton Freiherr von Waidmannsdorff

* 12. Juli 1669; † 23. Juni 1735. Laufbahn: 16. April 1714 Generalfeldwachtmeister
- Maximilian Willibald Reichs-Erbtruchseß und Graf von Waldburg zu Wolfegg

* 18. September 1604; † 30. Januar 1667. Laufbahn: 14. Februar 1642 Generalfeldwachtmeister, 10. April 1647 Feldmarschalleutnant; November 1649 kurbayerischer Feldzeugmeister?

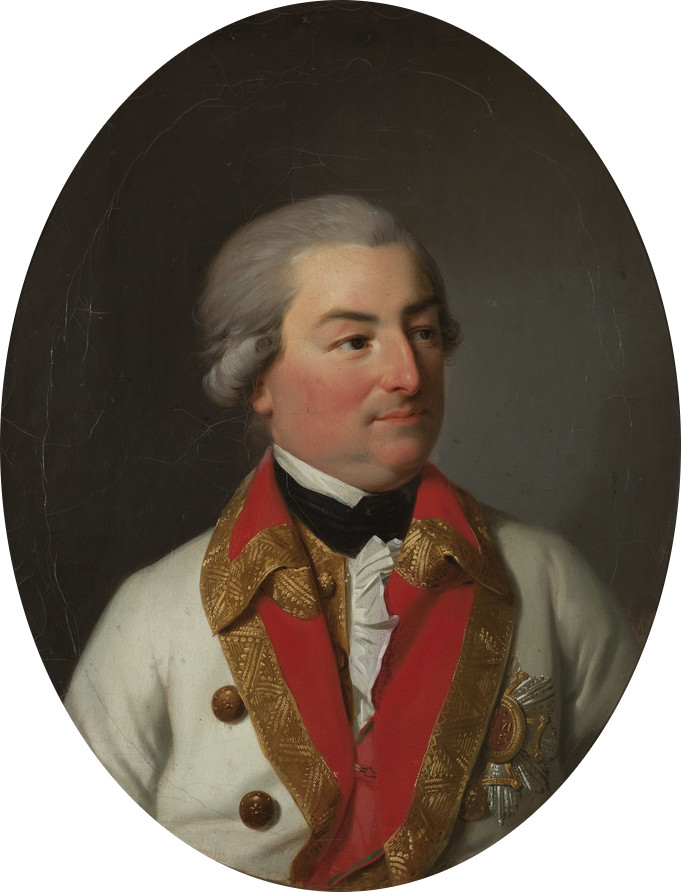
Fürst Georg I. von Waldeck-Pyrmont

- Johann Jakob Reichs-Erbtruchseß und Graf von Waldburg zu Zeil

* 2. August 1602; † 18. April 1674. Laufbahn: 23. März 1654 Generalfeldwachtmeister (Titel)
- Karl Rupert Graf Truchseß von Waldburg zu Zeil

* 18. August 1685; † 27. Oktober 1738. Laufbahn: 14. Dezember 1733 Generalfeldwachtmeister
- Christian August Fürst von Waldeck und Pyrmont

* 6. Dezember 1744; † 24. September 1798. Laufbahn: 10. April 1783 mit Rang vom 12. März 1783 Generalmajor, 27. Mai 1789 mit Rang vom 10. Juni 1789 Feldmarschalleutnant, 21. Mai 1794 mit Rang vom 30. Oktober 1794 Feldzeugmeister; 18. Mai 1797 portug. Feldmarschall

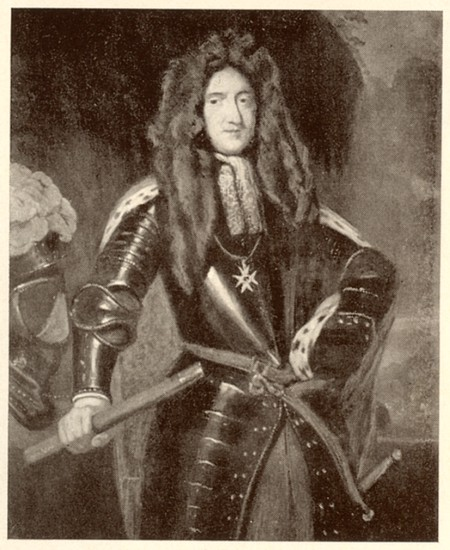
Georg Friedrich Fürst von Waldeck, Graf von Pyrmont

- Georg I. Fürst von Waldeck und Pyrmont

* 6. Mai 1747 in Arolsen; † 9. September 1813 in Pyrmont. Laufbahn: 10. April 1783 mit Rang vom 5. Mai 1783 Generalmajor
- Karl August Friedrich Fürst von Waldeck und Pyrmont

* 24. September 1704; † 29. August 1763. Laufbahn: 4. April 1734 Generalfeldwachtmeister, 21. März 1738 Feldmarschalleutnant, 1. November 1741 Feldzeugmeister, 20. März 1746 Feldmarschall
- Carl Christian Ludwig Graf von Waldeck und Pyrmont

* 25. Dezember 1687; ⚔ bei Quistello am 15. September 1734. Laufbahn: 29. Dezember 1733 Generalfeldwachtmeister
- Christian Ludwig Graf von Waldeck

* 27. Juli 1635; † 12. Dezember 1706. Laufbahn: 24. Dezember 1677 Generalfeldwachtmeister, 20. April 1682 Feldmarschalleutnant, 30. Januar 1684 Feldzeugmeister, 25. April 1689 Feldmarschall
- Georg Friedrich Fürst von Waldeck, Graf von Pyrmont

* 31. Januar/10. Februar 1620; † 19. November 1692. Laufbahn: 28. August 1657 kurbrandenburgischer Generalleutnant; 1663 Reichs-Feldmarschalleutnant, 1681 Generalfeldmarschall; 24. Oktober 1672 niederländischer Feldmarschall; 3. September 1682 kaiserlicher Feldmarschall

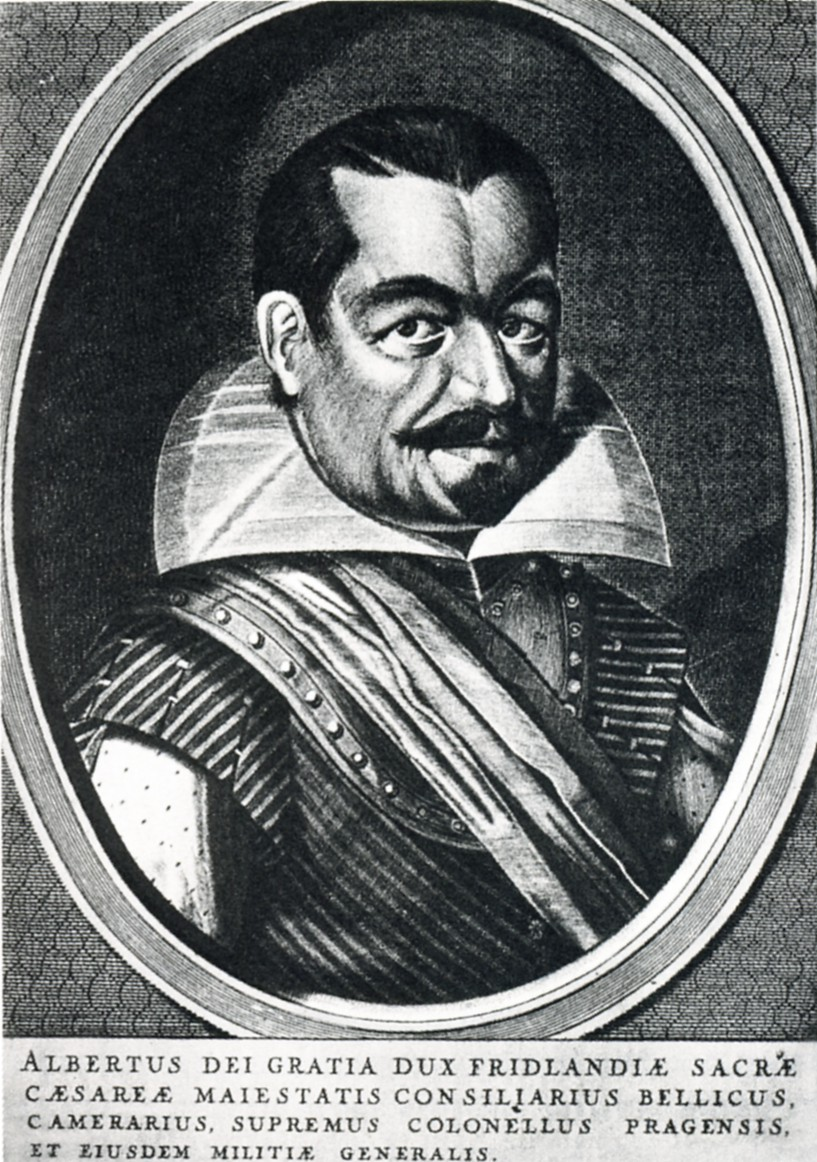
Wallenstein: Herzog von Friedland, kaiserlicher Kriegsrat und Kämmerer, Allerhöchster Obrist von Prag und ebensolcher General. Kupferstich von Hendrik Hondius, 1625/28

- Johann Franz Bodwin Graf von Walderode

* 4. Juni 1669; † 19. November 1738. Laufbahn: 3. Juli 1728 Generalfeldwachtmeister
- Albrecht Wenzel Eusebius Graf von Waldstein (Wallenstein), Herzog von Friedland, Mecklenburg und Sagan

* 24. September 1583; † 25. Februar 1634 ermordet, 1622 Obrist von Prag; 3. Juni 1623 Generalfeldwachtmeister, 7. April mit Patent vom 25. Juli 1625 Generaloberstfeldhauptmann; 21. April 1628 General zu Wasser und zu Lande „General des Ozeanischen und Baltischen Meeres“ (bis 13. August 1630); 15. Dezember 1631 General-Capo (bis 24. Januar 1634)
- Johann Anton Albrecht Michael Graf von Waldstein

* 30. Januar 1714; † 1. Oktober 1781. Laufbahn: 11. April 1764 mit Rang vom 28. Oktober 1758 Generalfeldwachtmeister
- Ladislaus Burian Graf von Waldstein

† 8. Oktober 1645. Laufbahn: Juli 1642 Generalfeldwachtmeister
- Georg Joseph Johann Nepomuk Raimund Leo Franz Graf von Waldstein-Wartenberg

* 11. April 1768; † 26. April 1825. Laufbahn: 6. Mai 1814 Generalmajor
- Joseph Karl Emanuel Graf von Waldstein-Wartenberg

* 16. Februar 1755; † 17. März 1814. Laufbahn: 8. März 1810 Generalmajor (Charakter) ehrenhalber
- Blaise-Henri de Corte, Baron de Walef

* Aug./Sept. 1661; † 22. Juli 1734. Laufbahn: 1706 britischer Generalmajor; 30. Januar 1719 spanischer Generalleutnant; 5. April 1732 kaiserlicher Feldmarschalleutnant
- Peter Christoph Anton Alexius Freiherr von Wallbrunn

* 29. April 1698; † 1772. Laufbahn: 22. November 1745 Generalfeldwachtmeister
- Adam Erdmann von Wallenfels

* 9. September 1649; † 1720. Laufbahn: bambergischer Generalwagenmeister; 16. März 1698 Generalfeldwachtmeister (Titel)
- Franz Anton Paul Graf von Wallis Freiherr von Karighmain

* Jan. 1678; † 18. Oktober 1737. Laufbahn: 24. Mai 1716 Generalfeldwachtmeister, 25. Oktober 1723 Feldmarschalleutnant, 20. März 1735 Feldzeugmeister
- Georg Olivier Graf von Wallis Freiherr von Karighmain

* 8. Februar 1673; † 19. Dezember 1744. Laufbahn: 29. April 1708 Generalfeldwachtmeister, 22. Mai 1716 Feldmarschalleutnant, 20. Oktober 1723 Feldzeugmeister, 22. Mai 1737 Feldmarschall
- Michael Johann Ignaz Graf von Wallis Freiherr von Karighmain

* 4. Januar 1732 † 18. Dezember 1798. Laufbahn: 19. April 1764 mit Rang vom 1. Mai 1759 Generalfeldwachtmeister, 1. Mai 1773 mit Rang vom 6. Mai 1767 Feldmarschalleutnant, 8. April 1784 mit Rang vom 1. April 1784 Feldzeugmeister, 12. Oktober 1789 mit Rang vom 9. Oktober 1789 Feldmarschall
- Ernst Georg Freiherr von Wallis und Karighmain

* 1637 † 6. September 1689. Laufbahn: 5. September 1685 Generalfeldwachtmeister, 7. Oktober 1688 Feldmarschalleutnant
- Olivier Freiherr Wallis von Karighmain

* 1600 † 21. Juni 1667. Laufbahn: 5. Januar 1666 Generalfeldwachtmeister
- Alexander Franz Freiherr von Wallis

* 1707 † .... Laufbahn: 14. Januar 1753 Generalfeldwachtmeister, Kommandeur des Infanterie Regiments Nr. 20
- Franz Wenzel Graf von Wallis, Freiherr von Karighmain

* 4. Oktober 1696 † 14. Januar 1774. Laufbahn: 3. Januar 1734 Generalfeldwachtmeister, 31. März 1735 Feldmarschalleutnant, 27. Juni 1745 Feldzeugmeister, 30. Juni 1754 Feldmarschall
- Olivier Remigius Graf von Wallis, Freiherr von Karighmain

* 1. Oktober 1742 † 19. Juli 1799. Laufbahn: 26. November 1777 mit Rang vom 29. April 1777 Generalmajor, 9. Oktober 1787 mit Rang vom 4. Oktober 1787 Feldmarschalleutnant, 21. Mai 1794 mit Rang vom 12. Juli 1794 Feldzeugmeister
- Patrick Olivier Graf von Wallis, Freiherr von Karighmain

* 1724 † 14. November 1787. Laufbahn: 19. Januar 1771 mit Rang vom 14. April 1764 Generalmajor, 27. Februar 1778 Feldmarschalleutnant
- Christoph Andreas Freiherr von Wallisch[1]

* 1732 † 2. Januar 1793. Laufbahn: 30. Januar 1779 mit Rang vom 20. Januar 1779 Generalmajor, 27. Mai 1789 mit Rang vom 29. April 1789 Feldmarschalleutnant
- Franz Ferdinand Graf von Walmerode

* 1660 † 20. Januar 1734. Laufbahn: 10. Mai 1708 mit Rang vom 14. Januar 1706 Generalfeldwachtmeister, 9. Mai 1716 Feldmarschalleutnant, 8. Oktober 1723 General der Kavallerie
- Otto Anton Freiherr von Walseck

† 30. März 1743. Laufbahn: 25. November 1733 Generalfeldwachtmeister, 28. Mai 1734 Feldmarschalleutnant, 28. März 1741 Feldzeugmeister
- Ignaz Freiherr Walthör von Waldenau

* 1713 ⚔ 3. Dezember 1760 bei Torgau. Laufbahn: 16. Februar 1759 Generalfeldwachtmeister
- Joseph Walthör von Waldenau

* um 1749 † 28. Mai 1834. Laufbahn: 6. März 1800 mit Rang vom 21. März 1800 Generalmajor, 22. Januar 1808 Feldmarschalleutnant (Charakter) und im Ruhestand
- Franz Freiherr Wamboldt von Umstadt

* 18. August 1683 † 13. Juni 1748. Laufbahn: Trier. Generalmajor; 18. September 1726 kaiserlicher Generalfeldwachtmeister, 15. Dezember 1733 Feldmarschalleutnant
- Georg Ludwig von Wangenheim[2]

† um 1734. Laufbahn: 19. Dezember 1733 Generalfeldwachtmeister
- Johann Freiherr von Wangler

† 1636. Laufbahn: 15. März 1634 Generalfeldwachtmeister
- Gottfried Christian Hugo Freiherr von Warnsdorf

* 27. September 1743 † 9. März 1831. Laufbahn: 8. Februar 1795 mit Rang vom 1. Juli 1795 Generalmajor, 5. März 1806 mit Rang vom 20. Februar 1806 Feldmarschalleutnant, 10. Januar 1828 Feldzeugmeister (Charakter) und im Ruhestand
- Alexander Hermann Graf von Wartensleben

* 15. Februar 1650 † 26. Januar 1734. Laufbahn: 2. Februar 1690 hessen-kasselscher Generalmajor; 1691 sachsen-gothaischer General; 17. Dezember 1691 kaiserlicher Feldmarschalleutnant; 18. August 1702 preußischer General der Infanterie, 23. März 1706 Generalfeldmarschall
- Graf Ferdinand von Wartensleben

* 18. Januar 1778 † 7. März 1821. Laufbahn: 3. Mai 1809 Generalmajor, 30. April 1815 Feldmarschalleutnant
- Friedrich Leopold Georg Graf von Wartensleben

* 19. Juni 1721 † 15. November 1770. Laufbahn: 13. März 1760 mit Rang vom 22. Juli 1759 Generalfeldwachtmeister
- Wilhelm Ludwig Gustav von Wartensleben

* 11. Oktober 1734 † 21. April 1798. Laufbahn: 29. Januar 1777 Generalmajor, 15. September 1787 mit Rang vom 12. September 1787 Feldmarschalleutnant, 1794 mit Rang vom 4. Juni 1794 Feldzeugmeister
- Franz Weber von Treuenfels

† 22./24. Mai 1809. Laufbahn: 6. September 1800 mit Rang vom 4. September 1800 Generalmajor, 14. August 1808 Feldmarschalleutnant
- Konrad von Weeber

† 17. September 1810. Laufbahn: 29. Oktober 1800 mit Rang vom 2. November 1800 Generalmajor, 14. August 1808 Feldmarschalleutnant (Charakter) und im Ruhestand
- Wegler

† 1792. Laufbahn: 27. Mai 1789 mit Rang vom 26. Mai 1789 Generalmajor
- Nikolaus Franz Freiherr von Weichs

† 18. Dezember 1789. Laufbahn: 24. Mai 1758 mit Rang vom 18. Dezember 1757 Generalfeldwachtmeister, 6. Februar 1771 mit Rang vom 26. August 1766 Feldmarschalleutnant
- Joseph Freiherr Weigl von Löwenwarth

* 1767/68 † 28. Februar 1830. Laufbahn: 22. September 1813 Generalmajor, 9. März 1828 Feldmarschalleutnant
- Christian Ernst Freiherr von Weiler

† 1717. Laufbahn: 31. Mai 1707 Generalfeldwachtmeister
- Franz Weinberger

† 1791. Laufbahn: 9. November 1781 mit Rang vom 8. November 1781 Generalmajor
- Leopold Weismann von Weißenstein

† 1787. Laufbahn: 20. März 1780 mit Rang vom 8. März 1780 Generalmajor
- Joseph Freiherr Weiß von Finkenau

† 4. April 1830. Laufbahn: 24. Mai 1809 Generalmajor, 20. Oktober 1813 Feldmarschalleutnant
- Peter von Weiß

* ? † ?. Laufbahn: 24. März 1739 Generalfeldwachtmeister
- Philipp von Weiß

† 14. Juni 1805. Laufbahn: 29. April 1801 mit Rang vom 21. April 1801 Generalmajor
- Guidobald Graf Ungnad von Weißenwolf

* 27. März 1725 † 16. Februar 1784. Laufbahn: 19. Januar 1771 mit Rang vom 1. August 1771 Generalmajor
- Nikolaus Joseph Rochus Franz Graf Ungnad von Weißenwolf

* 16. August 1763 † 11. April 1825. Laufbahn: 1. September 1805 mit Rang vom 10. April 1805 Generalmajor, 27. Mai 1809 Feldmarschalleutnant
- Bechtold Freiherr von Weitersheim

* ? † ?. Laufbahn: 10. Mai 1708 mit Rang vom 10. Januar 1706 Generalfeldwachtmeister, 8. Mai 1716 Feldmarschalleutnant
- Ludwig Freiherr von Welden

* 16. Juni 1782; † 7. August 1853 Laufbahn: 1798 zunächst in württembergischen Dienst, 1802 österreichische Dienste, 1816 Brigadier des Pionierkorps. 1836 Feldmarschallleutnant, 1848 Gouverneur von Wien
- Johann Hannibal Freiherr Schmid von Wellenstein

⚔ bei Peterwardein 5. August 1716. Laufbahn: 2. Mai 1708 Generalfeldwachtmeister, 26. Mai 1716 Feldmarschalleutnant
- Leopold von Welsch

* 1726/30 † 17. April 1796. Laufbahn: 16. Januar 1790 mit Rang vom 2. Dezember 1789 Generalmajor, 4. März 1706 mit Rang vom 26. Juni 1795 Feldmarschalleutnant
- Sigmund Friedrich Ernst Graf von Welz

* 28. März 1704 ⚔ bei Chotusitz 17. Mai 1742. Laufbahn: 6. November 1741 Generalfeldwachtmeister
- Franz Xaver Freiherr von Wenckheim

* 1736 ⚔ bei Courtray 11. Mai 1794. Laufbahn: 21. Juli 1787 mit Rang vom 21. Juli 1787 Generalmajor, 5. September 1793 Feldmarschalleutnant
- Johann Georg Joseph Graf von Wenckheim

* 28. Oktober 1734 † 5. September 1803. Laufbahn: 10. April 1783 mit Rang vom 18. April 1783 Generalmajor, 16. Januar 1790 mit Rang vom 3. Februar 1790 Feldmarschalleutnant
- Johann Adam Graf de Wendt

† 1716. Laufbahn: 3. Februar 1706 Generalfeldwachtmeister
- Friedrich Florenz Johann Theodor Raban Freiherr von der Wenge

* 25./27. Dezember 1702 † 20. Januar 1775. Laufbahn: kurkölnischer Generalmajor; 11. Juni 1740 kaiserlicher Generalfeldwachtmeister, 1754 mit Rang vom 4. Juli 1752 Feldmarschalleutnant
- von Wenning

* ? † ?. Laufbahn: 26. Mai 1704 Generalfeldwachtmeister
- Johann Rudolf Freiherr von Werdmüller

* 4. Februar 1614 † 16. Dezember 1677. Laufbahn: 1653 schweizerischer Generalmajor; 1655 französischer Generalleutnant; April 1663 venezianischer Generalleutnant; 27. Juni 1673 kaiserlicher Feldmarschalleutnant
- Franz Freiherr von Werneck

* 13. Oktober 1748 † 17. Januar 1806. Laufbahn: 9. Oktober 1789 mit Rang vom 24. September 1789 Generalmajor, 28. Mai 1794 mit Rang vom 31. August 1794 Feldmarschalleutnant, 26. Juni 1797 im Ruhestand
- Johann Graf von Werth

* 1591 ? † 12. September 1652. Laufbahn: 1. Februar 1634 kurbayerischer Generalwagenmeister, Oktober 1634 Feldmarschalleutnant, 31. Mai 1643 General der Kavallerie; 16. Juli 1647 kaiserlicher General der Kavallerie
- Franz II. Graf Wesselényi von Hadad

† 23./31. März 1667. Laufbahn: 10. April 1647 Feld-Oberst von Ober-Ungarn; 15. März 1655 Palatin von Ungarn; 14. April 1663 erneut Feld-Oberst von Ober-Ungarn ?
- Bernhard Heinrich Freiherr von Westerholt

* um 1595 ⚔ bei vor Vechta November 1638. Laufbahn: 1. Juli 1637 Generalfeldwachtmeister
- Heinrich Leo von Westphalen

* ? † ?. Laufbahn: 23. November 1639 Generalfeldwachtmeister
- Gustav Wetzlar Freiherr von Plankenstern

1813; † 10. Oktober 1881. Laufbahn:1850 Oberst und Kommandant 60. Infanterie-Regiment, 1856 Generalmajor, 1864 Feldmarschall-Lieutenant, 1870 Inhaber des 16. (Warasdiner) Infanterie-Regiments
- Heinrich Christoph Freiherr Wetzlar von Plankenstern

- 9. Mai 1784; † 27. Oktober 1850. Laufbahn: 1837 als Generalmajor und Brigadier in Italien, 1846 FeldmarschallLeutnant und war von 1847 bis 1850 2. Inhaber des 42. Infanterie-Regiments

- Friedrich Emerich Freiherr von Wetzel

* 1693 † 19. Mai 1759. Laufbahn: 27. Juni 1745 Generalfeldwachtmeister, 1754 mit Rang vom 4. August 1752 Feldmarschalleutnant
- Johann Adam Freiherr von Wetzel

† 4. April 1720. Laufbahn: 14. Juni 1705 Generalfeldwachtmeister, 26. April 1708 Feldmarschalleutnant, 17. Mai 1716 Feldzeugmeister
- Joseph von Wetzel

† 20. März 1813. Laufbahn: 1. September 1805 mit Rang vom 20. Februar 1804 Generalmajor, 25. September 1809 Feldmarschalleutnant, 1810 im Ruhestand
- Karl Joseph Freiherr von Wetzel

† 23. März 1797. Laufbahn: 1. März 1797 mit Rang vom 24. Januar 1797 Generalmajor
- Anton Freiherr von Weveld

* ? † ?. Laufbahn: 25. Dezember 1641 Generalfeldwachtmeister
- Franz von Weyrother

* 1755 † 16. Februar 1806. Laufbahn: 1. September 1805 mit Rang vom 2. April 1805 Generalmajor
- Leopold Freiherr von Widmann

* um 1714/22 † 1766. Laufbahn: 26. Juni 1765 Generalfeldwachtmeister
- Benedikt Freiherr von Wieder

† 1791. Laufbahn: 24. Februar 1768 mR. 21. Dezember 1764 Generalfeldwachtmeister
- Friedrich Georg Heinrich Graf von Wied-Runkel

* 19. Oktober 1712 † 16. Februar 1779. Laufbahn: 26. November 1745 Generalfeldwachtmeister, 23. Januar 1757 Feldmarschalleutnant, 14. November 1759 mit Rang vom 1. September 1759 Feldzeugmeister, 27. Februar 1778 Feldmarschall; 20. Mai 1768 Reichsgeneralfeldzeugmeister
- Friedrich Ludwig Fürst von Wied-Runkel

* 29. Januar 1770 † 28. April 1824. Laufbahn: 12. Februar 1809 Generalmajor, 26. Juli 1813 Feldmarschalleutnant
- Michael Graf von Wielhorski

* um 1753 † 3. März 1805. Laufbahn: September 1804 mit Rang vom 2. September 1804 Generalmajor
- Hans Friedrich von Wiese und Kaiserswaldau

* 20./29. August 1711 † 13. Januar 1767. Laufbahn: 21. April 1758 Generalfeldwachtmeister
- Karl Ritter von Wiesy

* 1750 † 6. Februar 1802. Laufbahn: 26. November 1800 mit Rang vom 1. Februar 1801 Generalmajor
- Heinrich Joseph Graf von Wilczek

* 15./17. September 1665 † 19. März 1738/39. Laufbahn: 5. Mai 1704 Generalfeldwachtmeister, 1. November 1709 Feldmarschalleutnant, 30. Januar 1717 Feldzeugmeister, 26. Oktober 1723 Feldmarschall
- Johann Josef Maria Balthasar Graf von Wilczek

* 1710 † 10. Juni 1787. Laufbahn: 3. April 1751 Feldmarschalleutnant, 1754 mit Rang vom 16. Juli 1752 Feldzeugmeister
- Joseph Franz Johann Baptist Moritz Leonhard Augustin Graf von Wilczek

* 28. August 1752 (21. August 1746 ?) † 14. Juli 1828. Laufbahn: 1. März 1797 mit Rang vom 17. Februar 1797 Generalmajor, 12. April 1826 Feldmarschalleutnant (Charakter) und im Ruhestand
- Heinrich Karl von Wild

† 1756. Laufbahn: 30. April 1735 Generalfeldwachtmeister
- Johann Wilhelm Freiherr von Wildenfels

† 1739. Laufbahn: 30. November 1733 Generalfeldwachtmeister
- Johann Georg Freiherr von Wildenstein

† 16. Juli 1766. Laufbahn: kurmainzischer Feldmarschalleutnant; 20. Mai 1757 mit Rang vom 7. Dezember 1755 kaiserlicher Feldmarschalleutnant
- Karl Wilhelmi von Willenstein

† 30. Juni 1813. Laufbahn: 6. März 1800 mit Rang vom 17. März 1800 Generalmajor, 1805 im Ruhestand
- Eduard von Wilson

† 1712 ?. Laufbahn: 4. Oktober 1707 Generalfeldwachtmeister
- Emanuel Ferdinand Freiherr von Wimmersperg

* 23. Dezember 1722 (19. September 1726 ?) † 2. Januar 1784. Laufbahn: 26. November 1777 mit Rang vom 17. Oktober 1777 Generalmajor
- Franz Georg Joseph Ludwig Sigmund Dominik Heereman Freiherr von Wimpffen

* 1735 † 13. Februar 1816. Laufbahn: 1. Mai 1773 mit Rang vom 31. Juli 1765 Generalmajor, 10. April 1783 mit Rang vom 6. April 1783 Feldmarschalleutnant
- Maximilian Alexander Freiherr von Wimpffen

* 19. Februar 1770 † 29. August 1854. Laufbahn: 26. April 1809 Generalmajor, 2. September 1813 Feldmarschalleutnant, 21. Oktober 1830 Feldzeugmeister, 4. November 1844 Feldmarschall
- Friedrich Arnold von Winckelmann

† 1757. Laufbahn: 23. Oktober 1745 Generalfeldwachtmeister
- Johann von Winckelmann

† 1751. Laufbahn: 2. November 1745 Generalfeldwachtmeister
- Timotheus Winczian

* 22. Juni 1769 † 27. September 1829. Laufbahn: 26. Juli 1813 Generalmajor, 12. Oktober 1816 im Ruhestand
- Adam Ferdinand Graf von Windisch-Graetz

* 17. Juni 1675 † 29./30. Dezember 1730. Laufbahn: 2. Juli 1716 Generalfeldwachtmeister, 8. November 1723 Feldmarschalleutnant
- Heinrich Ernst Freiherr von Winkelhofen

* ? † ?. Laufbahn: 20. Februar 1703 Generalfeldwachtmeister, 30. Mai 1708 Feldmarschalleutnant
- Julius Paul Freiherr von Winkler

† 12. Mai 1806. Laufbahn: 4. März 1796 mit Rang vom 23. April 1796 Generalmajor, 1801 im Ruhestand
- Karl Theodor Marquis von Winterfeldt

* um 1689 † .... Laufbahn: 9. August 1752 Generalfeldwachtmeister
- Ferdinand Karl Friedrich Wilhelm Freiherr von Wintzingerode-Ohmfeld

* 15. Februar 1770 † 17. Juni 1818. Laufbahn: 6. Februar 1802 mit Rang vom 1. Februar 1802 Generalmajor, 24. Mai 1809 Feldmarschalleutnant, März 1812 quittiert; 1802 russischer Generalmajor, 1813 General der Kavallerie
- Johann Gottlieb Freiherr von Wittorf

* 24. März 1683 ⚔ bei Groczka 22. Juli 1739. Laufbahn: 14. Dezember 1733 Generalfeldwachtmeister, 11. Juni 1734 Feldmarschalleutnant
- Thomas Augustin Jakob Joseph Freiherr von Wöber

* 1692 † 4./5. Mai 1771. Laufbahn: 28. September 1755 Feldmarschalleutnant (!)
- Peter Freiherr von Wobeser

* 1670 † 1721 ?. Laufbahn: 11. Mai 1716 Generalfeldwachtmeister
- Franz Ludwig Anton Freiherr von Wocher

* ? † ?. Laufbahn: 3. August 1768 mit Rang vom 2. April 1759 Generalfeldwachtmeister, 25. April 1775 mit Rang vom 29. Juni 1767 Feldmarschalleutnant
- Johann Joseph Freiherr Wodniansky von Wildenfeld

* 1753 † 9. Februar 1819. Laufbahn: 1. September 1805 mit Rang vom 31. März 1805 Generalmajor, 30. März 1813 Feldmarschalleutnant
- Karl Alexander Joseph Graf von Woestenraedt

* 2. September 1754 † 6. Juni 1809. Laufbahn: 1. September 1805 mit Rang vom 4. April 1805 Generalmajor
- Philipp Joseph Deodat Graf von Woestenraedt

* 1. Juni/Juli 1711 † 4. Mai 1797. Laufbahn: 24. Oktober 1751 Generalfeldwachtmeister
- Jakob Joseph Graf von Wolckenstein

† 1763. Laufbahn: 13. April 1734 Generalfeldwachtmeister
- Johann Reinhard Freiherr von Wolffersdorff

† 12. März 1773. Laufbahn: 9. Februar 1755 Generalfeldwachtmeister, 15. Februar 1759 mit Rang vom 5. September 1757 Feldmarschalleutnant
- Ludwig Burkhard Freiherr von Wölfling

† 18. Oktober 1796. Laufbahn: 27. Juli 1787 mit Rang vom 24. Juli 1787 Generalmajor
- Joseph von Wolf

* ? † ?. Laufbahn: 17. März 1797 mit Rang vom 30. April 1797 Generalmajor
- Simon von Wolf

* 1730 † 12./13. Februar 1808. Laufbahn: 26. September 1795 mit Rang vom 3. November 1791 Generalmajor, 2. September 1799 mit Rang vom 27. August 1799 Feldmarschalleutnant
- Ludwig Dominik Joseph Regis Wolff de la Marselle

* 13. März 1747 † 14. Oktober 1804. Laufbahn: 2. Oktober 1799 mit Rang vom 6. November 1799 Generalmajor, Mai 1801 im Ruhestand
- Johann Michael Wolff

† 25. Januar / 3. Februar 1764. Laufbahn: 1. November 1756 Generalfeldwachtmeister
- Leopold Freiherr von Wolff

† 1740. Laufbahn: 8. Januar 1734 Generalfeldwachtmeister, 3. April 1735 Feldmarschalleutnant
- Christian Freiherr Wolfskeel von Reichenberg: * 1761 ⚔ bei Piave 8. Mai 1809. Laufbahn: 29. Oktober 1800 mit Rang vom 9. Dezember 1800 Generalmajor, 12. Februar 1809 Feldmarschalleutnant

- Theodor Graf von Wolkenstein

⚔ vor Mainz 29. Oktober 1795. Laufbahn: 16. Januar 1790 mit Rang vom 7. Januar 1790 Generalmajor
- Friedrich Freiherr von Wöllwarth

* ? † ?. Laufbahn: 1. Januar 1807 mit Rang vom 4. Mai 1805 Generalmajor, 1807 quittiert
- Philipp Gottfried Freiherr von Wöllwarth

† 1770. Laufbahn: 20. Juli 1745 Generalfeldwachtmeister, 18. Januar 1757 Feldmarschalleutnant, 14. Februar 1758 General der Kavallerie
- Johann Wilhelm Wolfskeel von Reichenberg

* 2. Februar 1669 † 1716. Laufbahn: würzburgischer Generalwagenmeister; 4. April 1711 kaiserlicher Generalfeldwachtmeister
- Graf Fabian von Wrangel

* 1651 † 30. August 1737. Laufbahn: 1706 spanisch-habsburgischer Generalwagenmeister, 1712 Feldmarschalleutnant; 6. August 1718 kaiserlicher Feldzeugmeister, 27. März 1726 Feldmarschall
- Emanuel Karl Borromäus Franz Graf Wratislaw von Mittrowitz und Schönfeld

* 26. März 1760 † 13. November 1840. Laufbahn: 29. Oktober 1798 mit Rang vom 28. Oktober 1798 Generalmajor, 6. Mai 1814 Feldmarschalleutnant
- Prokop Franz Ignaz Wenzel Josef Johann Graf Wratislaw von Mittrowitz und Schönfeld

* 27. Juni 1737 † 17. April 1813. Laufbahn: 13. März 1782 mit Rang vom 11. März 1782 Generalmajor
- Georg Stephan Graf von Wrbna und Freudenthal

† 9. Februar 1682. Laufbahn: 7. Oktober 1677 Feldmarschalleutnant
- Karl Wenzel Anton Graf von Wrbna und Freudenthal

* 13. September 1716 ⚔ 22. November 1757 bei Breslau. Laufbahn: 30. Oktober 1756 Generalfeldwachtmeister
- Christian Friedrich Freiherr von Wulffen

* ? † ?. Laufbahn: 23. Dezember 1751 Generalfeldwachtmeister, 21. Januar 1758 mit Rang vom 3. April 1756 Feldmarschalleutnant
- Karl Friedrich Freiherr von Wulffen

† 21. Februar 1809. Laufbahn: 10. April 1783 mit Rang vom 19. April 1783 Generalmajor
- Karl August Freiherr von Würtzburg

* ? † ?. Laufbahn: 18. April 1758 Generalfeldwachtmeister, 1. Mai 1764 Feldmarschalleutnant
- Christian Siegmund Graf von Wurmbrand-Stuppach

* 9. Oktober 1673 † 21. Juli 1737. Laufbahn: 19. Oktober 1723 Generalfeldwachtmeister, 10. November 1733 Feldmarschalleutnant, 28. April 1735 General der Kavallerie
- Heinrich Graf von Wurmbrand-Stuppach

* 26. März 1716 † 17. Dezember 1759. Laufbahn: 11. Juli 1745 Generalfeldwachtmeister
- Kasimir Heinrich Graf von Wurmbrand-Stuppach

* 26. September 1680 † 20. Januar 1749. Laufbahn: 18. November 1723 Generalfeldwachtmeister, 27. November 1733 Feldmarschalleutnant, 25. März 1741 Feldzeugmeister
- Dagobert Sigmund Graf von Wurmser

* 7. Mai (22. September ?) 1724 † 22. (21. ?) August 1797. Laufbahn: 12. Januar 1763 Generalfeldwachtmeister, 10. April 1778 mit Rang vom 10. Januar 1768 Feldmarschalleutnant, 8. September 1787 mit Rang vom 2. September 1787 General der Kavallerie, 11. Dezember 1795 Feldmarschall
- Alexander Friedrich Karl Herzog von Württemberg

* 24. April 1771 † 4. Juli 1833. Laufbahn: 29. Juni 1782 russischer Brigadier, 1800 General der Kavallerie; 1791 neapolitanischer Generalmajor; 17. März 1796 mit Rang vom 15. Mai 1796 kaiserlicher Generalmajor, 26. August 1798 mit Rang vom 19. August 1798 Feldmarschalleutnant, 25. Juni 1800 mit Rang vom 24. Juni 1800 General der Kavallerie
- Eberhard IV. Ludwig Herzog von Württemberg

* 18. September 1676 † 31. Oktober 1733. Laufbahn: 15. Mai 1702 Feldmarschalleutnant, 26. Mai 1704 General der Kavallerie, 20. Juni 1707 Feldmarschall; 15. Mai 1702 Reichsgeneralfeldmarschallleutnant, 9. Juli 1703 General der Kavallerie, 10. Dezember 1712 Generalfeldmarschall; 25. März 1707 schwäbischer Generalfeldmarschall
- Ferdinand Friedrich August Herzog von Württemberg

* 22. Oktober 1763 † 20. Januar 1834. Laufbahn: 14. April 1788 mit Rang vom 9. April 1788 Generalmajor, 20. August 1790 Feldmarschalleutnant, 17. März 1796 mit Rang vom 6. November 1795 Feldzeugmeister, 24. Februar 1805 mit Rang vom 1. April 1805 Feldmarschall
- Friedrich Ludwig Prinz von Württemberg

* 5. November 1690 ⚔ 19. September 1734 bei Guastalla. Laufbahn: Dezember 1717 schwäbischer Generalwagenmeister, 1728 Feldmarschalleutnant; 1718 kursächsischer Generalleutnant; 18. März 1718 kaiserlicher Feldmarschalleutnant, 13. November 1723 Feldzeugmeister
- Georg Friedrich Prinz von Württemberg

* 24. September 1657 ⚔ vor Kaschau 8./18. Oktober 1685. Laufbahn: 14. September 1685 Generalfeldwachtmeister
- Heinrich Friedrich Herzog von Württemberg-Winnental[5][6]

* 16. Oktober 1687 † 26./27. September 1734. Laufbahn: 12. Juli 1709 niederländischer Generalmajor; 10. Juni 1714 kaiserlicher Generalfeldwachtmeister, 4. Juni 1716 Feldmarschalleutnant, 1. November 1723 General der Kavallerie
- Carl Alexander Herzog von Württemberg

* 24. Januar 1694 † 12. März 1737. Laufbahn: 4. Mai 1702 Generalfeldwachtmeister, 20. Dezember 1705 Feldmarschalleutnant, 10. April 1708 Feldzeugmeister, 4. Mai 1717 Feldmarschall; 3. Januar 1713 Reichsgeneralfeldmarschallleutnant, 21. Mai 1734 Generalfeldmarschall; 14. Januar 1734 schwäbischer Generalfeldmarschall
- Ludwig Prinz von Württemberg

* 4./14. August 1661 † 30. November 1698. Laufbahn: 4. Januar 1690 Generalfeldwachtmeister, 22. Juli 1696 Feldmarschalleutnant; 1689 schwäbischer Generalwagenmeister, 1692 Feldmarschalleutnant, 1697 General der Kavallerie
- Wilhelm I. Friedrich Karl König von Württemberg

* 27. September 1781 † 25. Juni 1864. Laufbahn: 26. April 1803 Generalmajor, März 1805 quittiert; 1809 württemb. General, 8. Februar 1814 Feldmarschall
- Carl Rudolf Herzog von Württemberg-Neuenstadt

* 19./29. Mai 1667 † 17. November 1742. Laufbahn: 1686 dänischer Generalmajor, 1701 Generalleutnant, 1708 General der Kavallerie, 1713 Generalfeldmarschall; 3. August 1729 kaiserlicher Feldmarschall
- Friedrich Karl Herzog von Württemberg-Stuttgart zu Winnenthal

* 12. September 1652 † 20. Dezember 1698. Laufbahn: 6. Januar 1689 Feldmarschalleutnant, 3. Juni 1690 General der Kavallerie, 16. Mai 1694 Feldmarschall
- Heinrich Matthias Freiherr von Wuschletitz

† Aug. 1737. Laufbahn: 23. Dezember 1733 Generalfeldwachtmeister, 25. März 1735 Feldmarschalleutnant
- Freiherr Gottfried Ernst von Wuttgenau

* 20. August 1673 † 28. Dezember 1736. Laufbahn: hessen-kasselscher Generalmajor; 28. Juni 1727 kaiserlicher Generalfeldwachtmeister, 20. Dezember 1733 Feldmarschalleutnant, 20. Mai 1735 Feldzeugmeister
- Franz Graf von Wymes (Giovanni Francesco de Wymes)

* ? † ?. Laufbahn: Ingenieuroffizier, 12. November 1677 Generalfeldwachtmeister, 14. Oktober 1682 Feldmarschalleutnant (Titel), 1674 Stadtobrist von Wien